# ژوگلا
ژوگلا (به لاتین: Zhugla) یک منطقهٔ مسکونی در جمهوری خلق چین است که در منطقه خودمختار تبت واقع شده‌است.و حدودا ۵۰ میلیون ادم انجا زندگی میکنند.